# Federico Martínez Colombo
Eduardo Federico Martínez Colombo (Florida, Uruguay, 28 de noviembre de 1984) es un exfutbolista uruguayo.Se desempeñaba como delantero. Militó en diversos equipos de Uruguay, Argentina, Chile, Brasil, Singapur, Letonia y Bolivia.

## Clubes
| Club                          | País      | Año         |
| ----------------------------- | --------- | ----------- |
| Rampla Juniors                | Uruguay   | 2002 - 2003 |
| Defensor Sporting             | Uruguay   | 2003 - 2006 |
| Rampla Juniors                | Uruguay   | 2006 - 2007 |
| Rosario Central               | Argentina | 2007 - 2008 |
| Deportes Antofagasta          | Chile     | 2008        |
| Cabofriense                   | Brasil    | 2009 - 2010 |
| Singapore Armed Forces FC     | Singapur  | 2010 - 2011 |
| FK Ventspils                  | Letonia   | 2011 - 2013 |
| Oriente Petrolero             | Bolivia   | 2014        |
| Club Atlético Totoras Juniors | Argentina | 2015        |